# Ameridion atlixco
Ameridion atlixco är en spindelart som först beskrevs av Claude Lévi 1959.  Ameridion atlixco ingår i släktet Ameridion och familjen klotspindlar. Inga underarter finns listade i Catalogue of Life.